# Luis Somoza Debayle
Pour les autres membres de la famille, voir Somoza.
 (février 2012).
Luis Somoza Debayle (né le 18 novembre 1922 à León et mort le 13 avril 1967 à Managua), est un homme d'État nicaraguayen. Il fut  président du Nicaragua, du 29 septembre 1956 au 1er mai 1963.

## Biographie
Après l'assassinat de son père, le dictateur Anastasio Somoza García, Luis lui succède comme président du Nicaragua. Les libertés civiles restent limitées et la corruption demeure répandue.
Son frère, Anastasio Somoza Debayle, est à la tête de la Garde nationale. Luis reste le véritable homme fort du Nicaragua jusqu'à sa mort en 1967 d'une crise cardiaque à l'âge de 44 ans à Managua.
Sous le régime de Luis Somoza, le Nicaragua est un acteur clé dans la création du Marché commun d'Amérique centrale. Dans l'opération de la Baie des Cochons, il permet aux rebelles cubains formés par la CIA d'utiliser la base de Puerto Cabezas, sur la côte des Caraïbes.
Les sandinistes commencent leur lutte contre le gouvernement en 1963, un combat qui renverse son frère en 1979.
Il est inhumé au cimetière occidental avec son père dans le mausolée de la Garde nationale à Managua.